# Атабаке
Атабаке e музикален перкусионен инструмент от групата на мембранофоните.
Представлява коничен или бъчвообразен барабан, на едната страна на който е опъната кожа. Използва се в афро-бразилската музика. Традиционно се свири на три барабана с различни размери, които носят, от най-малкия до най-големия, съответно наименованията le', rumpi и rum. Подобно на тарамбуката, на него обикновено се свири непосредствено с ръце, без палки. Понякога се свири с палки или комбинирано с ръце и палка. Стилът на изпълнението зависи от религиозните вярвания и стила на музиката.
Инструментът има бразилски произход.